# Roberto Morra di Lavriano
Pour les articles homonymes, voir Morra di Lavriano.
Roberto Morra di Lavriano e della Montà (Turin, 24 décembre 1830 - Rome, 20 mars 1917) était un général et homme politique italien, qui s'est distingué pendant les première, deuxième et troisième guerres d'indépendance italiennes. Il a été député au cours de la XIIe, XVe et de XVIe législature, et sénateur du royaume d'Italie au cours de la XVIIe législature. Aide de camp du roi, il est ambassadeur en Russie. On se souvient également qu'il était le père d'Umberto Morra di Lavriano, un journaliste connu, antifasciste et ami de Piero Gobetti.

## Biographie
Il est né à Turin le 24 décembre 1830, fils de Bonaventura, comte de Lavriano et della Montà, et de la Signora Posissena Asinari di San Marzano. Initié dans sa jeunesse à la carrière militaire, il s'enrôle dans la Regia Armata Sarda (armée sarde) le 17 octobre 1844 et fréquente l'Académie royale militaire de Turin, dont il sort le 28 mars 1848, affecté avec le grade de sous-lieutenant (sottotenente) au régiment de "cavalerie de Novare", dans les rangs duquel il participe à la première phase de la première guerre d'indépendance (1848). Il participe à la reprise des opérations de guerre contre l'Empire autrichien, qui se termine par la défaite de Novare, et est promu lieutenant (tenente) d'artillerie le 24 mars 1849. Promu capitaine (capitano) le 7 mars 1858, il participe aux opérations de guerre de la deuxième guerre d'indépendance italienne, puis est promu major (maggiore) le 20 janvier 1861. lieutenant-colonel (Tenente colonnello) de l'état-major général à partir du 11 mai 1865, il participe l'année suivante aux opérations de guerre de la troisième guerre d'indépendance italienne. Premier aide de camp de S.A.R. le prince Amedeo de Savoie, duc d'Aoste, qui commandait la Brigade des "Grenadiers de Lombardie", il s'est particulièrement distingué lors de la bataille de Custoza. Lors des attaques autrichiennes contre les hauteurs dominant la ville de Custoza du Monte Torre et du Monte Croce, c'est lui qui a fait descendre le prince Amedeo de son cheval et l'a obligé à se faire soigner d'urgence d'une blessure à l'abdomen.Sans soutien des autres forces de la réserve italienne, les restes de la brigade se replient sous sa direction, ce qui lui vaut d'être décoré d'une médaille d'argent pour sa bravoure sur le champ de bataille. Il devient colonel (colonnello) le 26 octobre 1868, et à l'automne 1869, il assiste à l'inauguration du canal de Suez. Chef d'état-major du corps d'armée de Rome, puis aide de camp du prince Umberto I.
Il a été élu député pour la première fois en 1874, représentant la circonscription de Carmagnola pendant la XIIe législature, puis représentant d'Avigliana (Turin) pour la XVe et la XVIe législature.
Promu major général (maggior generale) le 28 mars 1877, il prend le commandement de la 18e brigade d'infanterie, puis devient l'adjudant général de campagne de S.M. le roi Umberto I. Le 14 août 1883, il est élevé au rang de lieutenant général (tenente generale), commandant successivement les divisions militaires de Padoue, Milan, Rome et le corps d'armée de Naples . À la fin de l'année 1883, il assume le gouvernement militaire et civil de la Sicile, et est décoré de la médaille d'argent pour mérites en matière de santé publique pour les opérations de lutte contre une épidémie de choléra.
Le 27 octobre 1890, il est nommé sénateur de la XVIIe législature. Le 12 décembre 1893, il est envoyé en Sicile en tant que commandant du corps d'armée de Palerme et commissaire royal extraordinaire chargé de réprimer le mouvement des Faisceaux siciliens (Fasci Siciliani).

Le 4 janvier 1894, il proclame l'état de siège en Sicile et mène une répression parfois brutale et aveugle, avec un recours important aux tribunaux militaires, et qui coûte des dizaines de vies. Il se distingue par la dureté avec laquelle il écrase le mouvement de protestation en peu de temps, l'état de siège étant levé en août.
Décoré de la croix de grand officier de l'ordre militaire de Savoie, il est nommé en août de la même année commandant du VIe corps d'armée à Bologne, et le 10 janvier 1895, il est transféré au VIIIe corps d'armée à Florence. En 1897, il est envoyé comme ambassadeur à Saint-Pétersbourg, en Russie, où il reste plus de deux ans.
Placé en état d'auxiliaire le 1er novembre 1900, il est définitivement mis à la retraite le 9 juin 1904. Il occupe encore des fonctions, pour la plupart honorifiques, au Sénat. 

Membre de la Commission chargée d'examiner le projet de loi portant conversion du décret royal n° 1247 du 5 novembre 1911, pour la souveraineté de l'État russe, pour la souveraineté de l'Italie sur la Tripolitaine et la Cyrénaïque (24 février 1912), membre de la Commission pour l'examen du projet de loi "Approbation du Traité de Lausanne" (10 décembre 1912), et membre de la Commission pour l'examen du projet de loi "Conférant au Gouvernement du Roi des pouvoirs extraordinaires en cas de guerre" (21 mai 1915).Au début de la guerre avec l'Autriche-Hongrie, ne pouvant reprendre le service en raison de la limite d'âge, il devient président du Comité national des munitions, et est également membre du Comité central de mobilisation industrielle et président de la Commission du travail des femmes.
Il est mort à Rome le 20 mars 1917, et son corps repose au cimetière de Villastellone, dans la province de Turin. Il épousa la comtesse Maria Teresa Bettini et eut un fils unique, Umberto, qui devint célèbre en tant que représentant de l'aire intellectuelle libérale-socialiste.

### Promotions militaires
- Sous-lieutenant (sottotenente) : 27 marzo 1848
- Lieutenant (tenente) : 1° marzo 1850
- Capitaine (capitano) : 7 marzo 1858
- Major (maggiore) : 20 gennaio 1861
- Lieutenant-colonel (tenente colonnello) : 4 giugno 1864
- Colonel (colonnello) : 26 ottobre 1868
- Général de division (maggiore generale) : 27 maggio 1877
- Général de corps d'armée (tenente generale) : 14 août 1883-9 juin 1904. Retraité
- Envoyé extraordinaire et ministre plénipotentiaire : 1er novembre 1900-9 juin 1904. Date de la retraite
- Ambassadeur : 9 août 1910. Titre accordé lors de la retraite

### Fonctions et titres
- Aide de camp honoraire de SM le roi (5 mars 1871) (24 février 1878), effectif (20 novembre 1879), général (17 avril 1881), général (13 septembre 1883).
- Premier aide de camp honoraire de SM le roi (24 octobre 1900)
- Commandant de corps d'armée (13 décembre 1891)
- Commissaire extraordinaire en Sicile (3 janvier 1894)
- Membre du comité central de mobilisation industrielle

### Commissions sénatoriales
- Membre de la Commission chargée d'examiner le projet de loi convertissant le décret royal 1247 du 5 novembre 1911, pour la souveraineté de l'Italie sur la Tripolitaine et la Cyrénaïque (24 février 1912)
- Membre de la Commission d'examen du projet de loi "Approbation du traité de Lausanne" (10 décembre 1912)
- Membre de la Commission d'examen du projet de loi "Accordant au Gouvernement du roi des pouvoirs extraordinaires en cas de guerre" (21 mai 1915)

## Distinctions honorifiques

### Décorations italiennes
- Grand officier de l'ordre militaire de Savoie - 9 août 1894[7].
- Médaille d'argent de la valeur militaire

- Pour la bravoure et le sang-froid dont il a fait preuve en aidant S.A.R. le prince Amedeo à placer des troupes sur le terrain sous le feu de l'ennemi. Custoza, 1866.
- Chevalier de grand-croix décoré du grand cordon de l'ordre des Saints-Maurice-et-Lazare - 8 juin 1893.
- Grand officier de l'ordre de la Couronne d'Italie - 10 juin 1890.
- Médaille commémorative des campagnes des guerres d'indépendance (4 barrettes)
- Médaille commémorative de l'Unité italienne
- Médaille du mérite militaire mauricien pour dix ans de service - 31 janvier 1895.
- Médaille d'argent pour les mérites en matière de santé publique

### Décorations étrangères
- Grand commandeur de l'ordre du Sauveur (royaume de Grèce) - 9 janvier 1868
- Commandeur de l'ordre royal de Charles III (Espagne) - 26 mars 1871
- Commandeur de l'ordre d'Isabelle la Catholique (Espagne) - Octobre 1865
- Commandeur de l'ordre du Dannebrog (Danemark) - 5 septembre 1863
- Commandeur de l'ordre du Christ (Portugal) - 24 octobre 1863
- Commandeur de l'ordre de l'Immaculée Conception de Vila Viçosa (Portugal) - 21 août 1865
- Officier de l'ordre national de la Légion d'honneur (France)
- Chevalier de l'ordre de la Tour et de l'Épée (Portugal) - 2 août 1863
- Médaille commémorative de la campagne d'Italie (1859) (France)